# Escut de Font-rubí
L'escut oficial de Font-rubí té el següent blasonament:
Escut caironat: d'atzur, una muralla torrejada de 2 torres obertes d'or. Per timbre una corona de baró.

## Història
Va ser aprovat el 31 de gener de 1983 i publicat al DOGC el 2 de març del mateix any amb el número 308.
La muralla torrejada és un senyal tradicional de l'escut de Font-rubí, possiblement una alteració de l'antic castell. De fet, el castell, avui en ruïnes, fou el centre d'una baronia, simbolitzada per la corona del capdamunt de l'escut.